# Maria de Battenberg
Prințesa Maria Carolina de Battenberg (germană Prinzessin Marie Karoline von Battenberg; 15 februarie 1852 – 20 iunie 1923) a fost prințesă de Battenberg și, prin căsătorie, prințesă de Erbach-Schönberg. A lucrat ca scriitoare și ca translator.

## Biografie
Maria a fost primul copil al Prințului Alexandru de Hesse și Rin (1823–1888), fondatorul Casei de Battenberg și al soției lui morganatice, contesa Julia Hauke (1825–1895), fiica contelui polonez Hans Moritz Hauke. Ca rezultat al căsătoriei morganatice, Maria și frații ei au fost excluși de la succesiunea Marelui Ducat de Hesse. Maria a fost concepută cu șase luni înaintea căsătoriei părinților ei, de aceea ea a spus mereu oamenilor că ziua ei de naștere este 15 iulie și nu 15 februarie. În realitate, ea s-a născut la 15 februarie  la Strasbourg și nu la 15 iulie la Geneva.
fratele Mariei, Alexandru, a devenit Prinț al Bulgariei în 1879. Memoriile ei despre vizita pe care ea i-a făcut-o, My Trip to Bulgaria, au fost publicate în 1884. Maria a tradus The Gate of Paradise și An Easter Dream de  Edith Jacob și A Trip to Siberia de Kate Marsden. De asemenea, ea și-a publicat memoriile, în care un rol esențial a jucat relația ei cu fiul ei instabil mental, Maximilian.

### Căsătorie și copii
Prințesa s-a căsătorit la 19 aprilie 1871 la Darmstadt cu contele Gustav Ernst de Erbach-Schönberg (1840–1908), care a fost ridicat la rang de prinț (germană Fürst) în 1903 datorită relațiilor de rudenie cu Familia regală britanică și cu familia rusă imperială. Ei au avut patru copii:
- Contele Alexander (mai târziu al 2-lea Prinț) de Erbach-Schönberg (12 septembrie 1872 – 18 octombrie 1944)
- Contele Maximilian de Erbach-Schönberg (17 martie 1878 – 25 martie 1892)
- Contele (mai târziu Prinț) Victor de Erbach-Schönberg (26 septembrie 1880 – 27 aprilie 1967)
- Contesa (mai târziu Prințesă) Marie de Erbach-Schönberg (7 iulie 1883 – 12 martie 1966)